# Lumen gentium

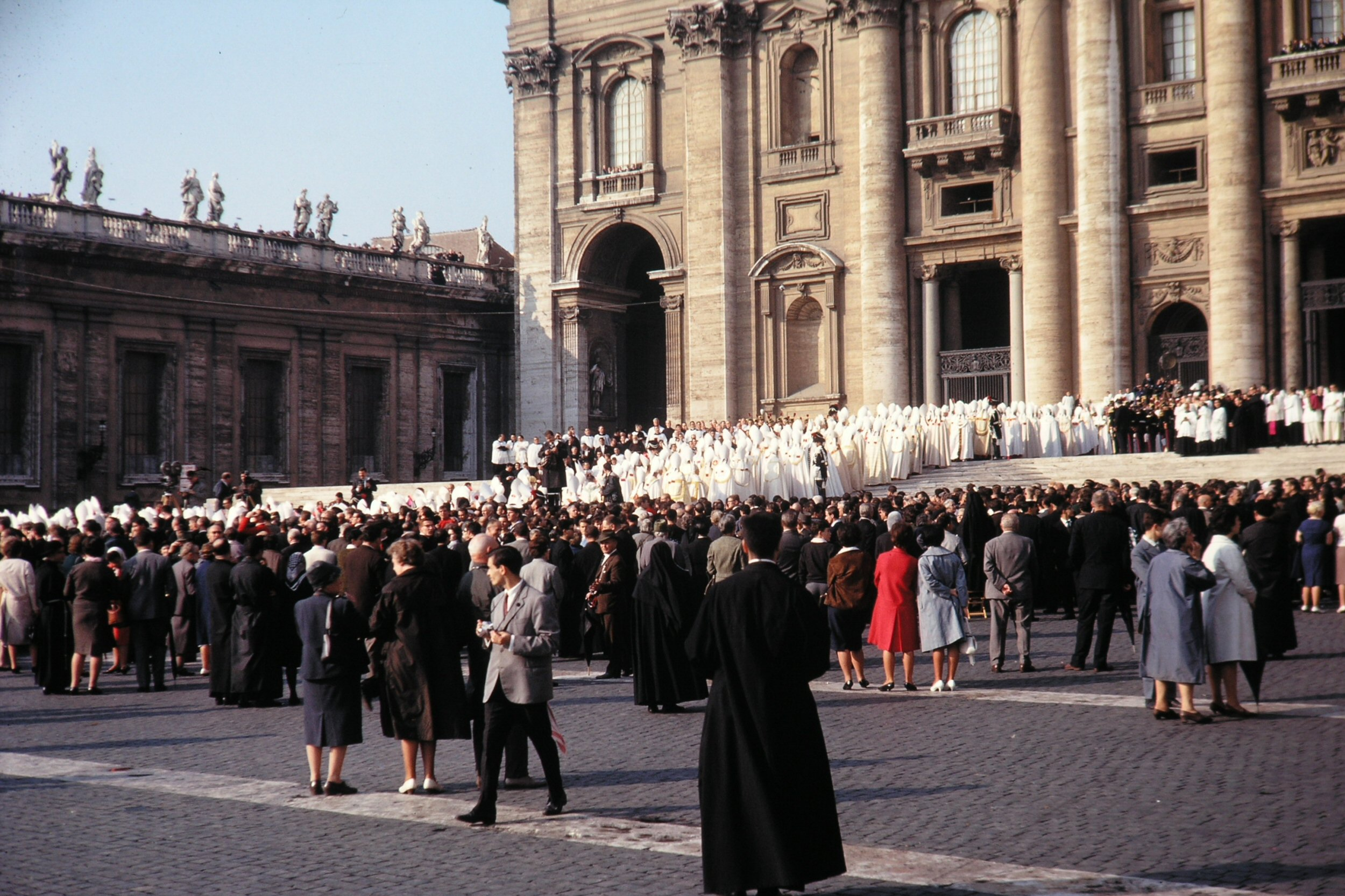
Procesja biskupów do bazyliki św. Piotra na otwarcie obrad soboru watykańskiego II, 11 października 1962 r.

Lumen gentium (łac. Światło narodów), pełna nazwa: Konstytucja dogmatyczna o Kościele „Lumen Gentium” – konstytucja, czyli dokument teologiczny najwyższej rangi doktrynalnej uchwalony 18 listopada 1964 roku przez sobór watykański II i oficjalnie ogłoszony przez papieża Pawła VI 21 listopada tegoż roku. Konstytucja, czerpiąc ze źródeł biblijnych i patrystycznych oraz z myśli wybitnych współczesnych teologów, na nowo ukazała najważniejsze wymiary tajemnicy Kościoła i jego posłannictwa.

## Historia
Nad zredagowaniem dokumentu pracowała specjalnie utworzona komisja, której skład był bardzo zróżnicowany. Oprócz biskupów pochodzących z wielu krajów świata, było też 20 teologów, uczestniczących w pełni w pracach, i 36 konsultorów (doradców). W dokumencie roboczym widać było silny wpływ sekretarza komisji, holenderskiego jezuity Sebastiana Trompa SJ, który wcześniej miał duży udział przy opracowywaniu encykliki Piusa XII Mystici Corporis Christi (O Mistycznym Ciele Chrystusa) opublikowanej w 1943 r. W dokumencie jednak utożsamiono praktycznie pojęcie Ciała Chrystusa z instytucjonalnymi strukturami, co zaowocowało tym, że dokument zajmował się faktycznie eklezjologią władzy kościelnej. Reakcją soboru na ten dokument były głosy krytykujące triumfalizm, legalizm i abstrakcyjność tekstu.
Nad projektem pracowała dalej komisja wyłoniona już z uczestników samego soboru, wśród nich był m.in. Alois Grillmeier SJ. Jej prace koncentrowały się wokół zagadnień w rodzaju: Lud Boży i laikat czy Powołanie w Kościele do świętości, kolegialność biskupów a prymat papieża. Do dokumentu włączono też, jako jego ósmy rozdział, schemat o Dziewicy Maryi w życiu i misji Kościoła. Nad ostatecznym kształtem dokumentu Ojcowie soborowi głosowali 18 listopada 1964 r. Za akceptacją tekstu głosowało 2096 biskupów, przeciwko – 23 biskupów.

## Interpretacja i znaczenie dokumentu
Ideą przewodnią Konstytucji jest pojęcie Kościoła jako sakramentu, odniesione do wspólnoty Kościoła tak samo jak do siedmiu sakramentów – jak je rozumieli Augustyn z Hippony w Państwie Bożym X,5.2 i Tomasz z Akwinu w Sumie III, q60 a3.
Jeszcze przed ostatecznym zatwierdzeniem dokumentu przez uczestniczących w soborze biskupów, na życzenie papieża Pawła VI dołączono tzw. Nota praevia (Notę przewodnią). Przez niektórych – jak wspominał świadek tych zdarzeń, Louis Bouyer – była ona odczytana jako bezpodstawna ingerencja papieska w prace soboru. W rzeczywistości, była ona napisana by rozwiać wątpliwości pewnej liczby biskupów i osiągnąć w ten sposób większą jedność przy ostatecznym głosowaniu nad zatwierdzeniem tekstu. Treść Noty niczego nie dodawała do dokumentu, lecz jedynie wyraźniej formułowała znaczenie pewnych jego stwierdzeń, dotyczących zwłaszcza zagadnienia kolegialności. Jej cztery najważniejsze punkty były następujące:
- Pierwszy punkt mający największe znaczenie, dotyczył sposobu użycia w tekście soborowym terminu collegium w odniesieniu do biskupów. W Konstytucji znaczenie tego słowa różni się od potocznie używanego (w jakim je używał np. Ulpian), w którym wszyscy członkowie są równi co do władzy i mogą działać tylko wspólnie.

- Drugi punkt stwierdzał, że wraz ze święceniami biskupimi przyjmuje się trojaką funkcję pasterską: udzielanie święceń kapłańskich, nauczanie i jurysdykcję. Z tego powodu przyznawana przez papieża nowo wyświęconym biskupom tzw. ograniczona jurysdykcja nie jest czymś więcej niż określeniem zakresu i sposobów wypełniania tej funkcji.

- Trzeci punkt mówił, że kolegium biskupów, obradujące pod przewodnictwem papieża, sprawuje w pełni i powszechnie władzę nad całym Kościołem. Powinni oni respektować swe kompetencje i zadania w ramach misji im udzielonej i respektować swe wzajemne odniesienia.

- Czwarty punkt podkreślał to, co było zawarte w sformułowaniach samej Konstytucji, że w odniesieniu do każdego aktu ściśle kolegialnego wymagana jest zgoda papieża.

Nota została ostatecznie włączona w sam tekst Konstytucji w rozdziale trzecim, zatytułowanym: O hierarchicznym ustroju Kościoła a w szczególności o episkopacie
Według L. Bouyera, dokument mający rangę Magisterium Kościoła w stopniu nadzwyczajnym, czyli szczególnie autorytatywnym, jako ogłoszony w charakterze uroczystego nauczania wiary, pozostawił jednak pewne niedopowiedzenia. Dwa tematy nie doczekały się w ogóle opracowania przez sobór, pierwszym z nich jest eklezjalny wymiar prawa kanonicznego. Był to delikatny temat związany z postawami nacechowanymi jurydyzmem, krytykowanymi przez wielu biskupów uczestniczących w soborze. L. Bouyer zwrócił uwagę, że bez właściwie stosowanego prawa, w trosce o budowanie Kościoła miłości można skończyć na Kościele samowoli. Drugi brakujący temat to rola Ducha Świętego w Kościele.
Według francuskiego teologa kilka innych zagadnień również nie znalazło miejsca w Lumen gentium, choć częściowo zostały one podjęte w innym kontekście w pozostałych dokumentach soboru. Jest to m.in. kwestia rozumienia Kościoła lokalnego (por. n. 26-27). Dokument niewiele mówi również o Eucharystii. Lukę tę w pewnym stopniu uzupełniła Konstytucja o liturgii Sacrosanctum concilium. Szczególnie brakuje wyjaśnienia eklezjologicznego statusu biskupów tytularnych. W Konstytucji nie został podjęty temat Tradycji apostolskiej. Nadrobiono tę lukę w Konstytucji o Objawieniu Dei Verbum 7n, ale pozostaje otwartą kwestia jej miejsca w wizji Kościoła. Niewiele też mowy jest o prezbiterach i o stosunku biskupów do nich, mimo iż ich posługa spełnia tak doniosłe zadania. Dokument nie mówi także o stosunku Kościoła do państwa. Temat stosunku do społeczeństwa podjęty został w Konstytucji duszpasterskiej Gaudium et spes, ale też bardziej w charakterze intencji niż precyzyjnej wizji teologicznej.